# Toralv Maurstad
Toralv Maurstad (Bærum, 24 novembre 1926 – 4 novembre 2022) è stato un attore e regista teatrale norvegese.

## Biografia
Era figlio dell'attore Alfred Maurstad e dell'attrice Tordis Maurstad (nata Witzøe), quindi fratellastro dell'attrice Mari Maurstad.
Ha debuttato nel 1937 nel film Fant diretto da Tancred Ibsen.
Dal 1954 al 1970 (divorzio) è stato sposato con l'attrice svedese Eva Henning. Dopo un secondo matrimonio, si è sposato in terze nozze nel 1999 con Beate Eriksen, quando lei aveva 39 anni e lui 73.
Dal 1978 al 1986 è stato direttore del Nationaltheatret di Oslo.
Si è spento nel 2022 all'età di 95 anni.

## Filmografia parziale
Cinema
- Le calde palme di Rio (Svarta palmkronor), regia di Lars-Magnus Lindgren (1968)
- Song of Norway, regia di Andrew L. Stone (1970)
- Glade vrinsk, regia di Knut Bohwim (1975)
- Magic Silver 2 - Alla ricerca del corno magico (Blåfjell 2 - Jakten på det magiske horn), regia di Arne Lindtner Næss (2011)

Televisione
- La corsa al Polo (The Last Place on Earth) - miniserie TV, 3 episodi (1985)
- Hotel Cæsar - serie TV, 221 episodi (1998-2004)